# مذنب

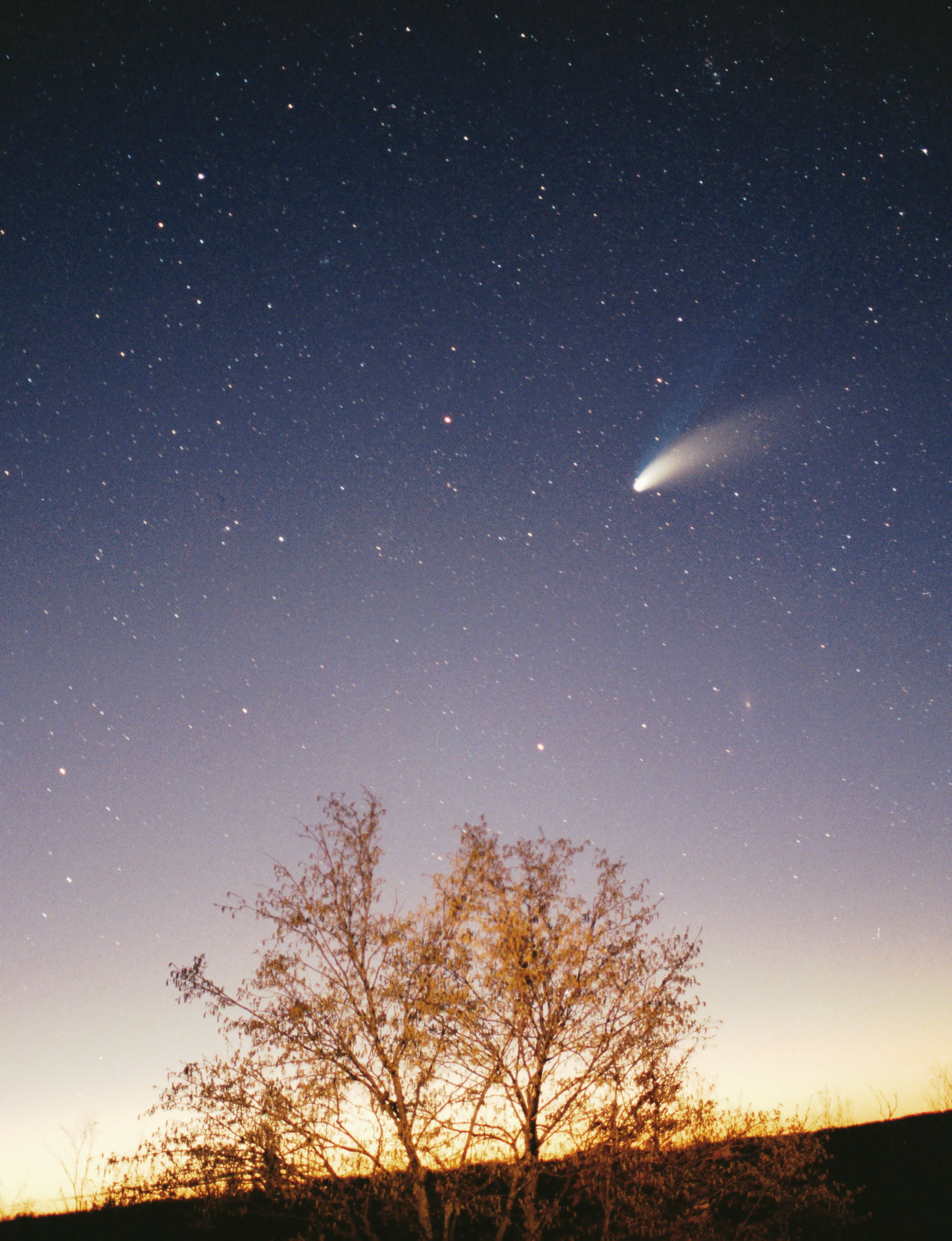
مذنب هيل-بوب، الذي ينظر اليه على 29 مارس 1997 في بازين، وكرواتيا.

المُذَنّب هو جسم جليدي صغير يدور في النظام الشمسي يظهر عندما يكون قريب من الشمس، ويعرض في ظاهرة مرئية بالعين المجردة وأحياناً يتطلب مناظير أو تلسكوبات، وكذلك في بعض الأحيان يظهر الذيل. هذه الظواهر ليست على حد سواء نظرا لآثار الإشعاع الشمسي والرياح الشمسية على نواة المذنب. نواة المذنب في الأساس تضم مجموعات فضفاضة من الجليد والغبار والجسيمات الصخرية الصغيرة، التي تتراوح بين بضعة أمتار إلي مئات وأحياناً كيلوميترات. وقد لوحظت المذنبات منذ العصور القديمة.
كلما اقتربت نواة المذنب من الشمس تسخن المادة المتجمدة محررة الغازات من الجسم السديمي ومن سحابة الهيدروجين فإذا حدث التأين (انتزاع إلكترونات خارجية من الذرات) يتكون ذنب متأين ويندفع في الاتجاه المضاد للشمس بتأثير الرياح الشمسية ويتبخر الثلج. فإن الغبارالمغروس فيه يتحرر ويندفع في تراب الذنب بوساطة ضغط الإشعاع الشمسي وبتحرك المذنب بعيدا عن الشمس يقل التسخين ويقل تبعاً لذلك تحرر الثلج والغبار وتبدأ النواة عملية التخزين الباردة وعندما يبتعد المذنب عن الشمس بدرجة لا يتبخر معها الثلج يصبح عديم الذنب ويتكون له ذنب جديد باقترابه من الشمس.
معظم مدارات المذنبات تكون كبيرة الاستطالة وأوضاعها عشوائية لذلك يمكنها عبور مستوى مدار الأرض بزوايا شديدة الانحدار وهذا يختلف كثيراً عن حالة مدارات الكواكب التي تميل كلها بزوايا أقل من 8 درجات على مدار الأرض (ما عدا بلوتو فيميل بمقدار 17 درجة) وهذه المذنبات لها فترات دورية قصيرة وترى خلال جزء كبير من كل مدار بالمقارنة بتلك التي لها مدارات مستطيلة مثل مذنب هالي.
وتكتشف المذنبات اللامعة من وقت لآخر والتي يسهل رؤيتها بالعين المجردة ويتم غالباً بوساطة الفلكيين الهواة وفي بعض الأحيان بوساطة الطيارين وقد تم كشف ثلاثة بهذه الطريقة خلال النصف الأول من عام 1970 وتسمى المذنبات بأسماء مكتشفيها، ويعتبر المذنب الأكثر شهرة هو مذنب هالي وهو يشذ عن هذه القاعدة فقد سمي باسم الرجل الذي اقترح أن له مداراً مغلقاً وتنبأ بوقت عودته.
كان الناس يخافون المذنبات قديما قبل أن يعرفوا ماهي، وكان الفلكي إدموند هالي قد شرح ظهور المذنبات، فأعتقد هالي أن المذنبات قد تكون هي أيضاً جزءاً من النظام الشمسي، وتتحرك في مسارات ثابتة حول الشمس، وبدأ بالإطلاع على كل ما يمكن إيجاده من المدونات عن المذنبات التي ظهرت سابقاً، فأكتشف إن المذنب الذي شوهد عام 1682م، هو نفسه الذي شوهد في عامي 1531م، 1607م وانطلاقا من هذا تنبأ هالي أن المذنب الذي يدعى بإسمه الآن سيظهر ثانية في عام 1758م، وكان إدموند هالي على حق حيث ظهر مذنبه في موعده.
لكن هالي لم يكن على قيد الحياة وقتها ليشاهده، وقد ظهر لآخر مرة عام 1986، وسيظهر مرة أخرى بعد 76 عاما، وإذا كان يظهر المذنب بشكل فترات منتظمة فهذا يدل على على أنه يسير بمسار بيضوي منتظم حول الشمس. لقد كان آدموند هالي أول من قرر أن المذنبات أعضاء في النظام الشمسي تسبح في مدارات على هيئة قطع ناقص، ويوجد في منظومتنا الشمسية أكثر من مائة ألف مليون مذنب تدور حول الشمس بصفة مستمرة على مسافات بعيدة لاتقل عن 18 ألف مليون كيلو متر.

## أنواع المذنبات
اكتشف علماء الفلك أن هناك نوعين من المذنبات:
- المذنبات الدورية وهي التي تدور حول الشمس بصفة دورية مستمرة.

وهي التي أنتزعت من مداراتها الأصلية على بعد ملايين الكيلو مترات ثم أتخذت مدرات جديدة قرب الشمس، قادتها هذه المدارات الجديدة إلى زيارات دوريه منتظمة في المجموعة الشمسية .
- والمذنبات غير الدورية وهي التي تمر عبر المجموعة الشمسية مرة واحدة ولا تظهر أو تمر ثانيا.

## التركيب
يدرس الفلكيون تركيب المذنبات بتحليل الضوء الصادر عنها. ويجمع هذا الضوء بالتلسكوبات التي تكون موضوعة على الأرض أو مثبتة في المركبات الفضائية. وقد تمكن العلماء من الحصول على كمية كبيرة من المعلومات عن تركيب المذنبات بدراسة مذنب هالي في عام 1986م، عندما عبر المذنب مدار الأرض في ذلك العام. فقد حلقت أربع مركبات فضائية بالقرب من المذنب وجمعت معلومات عن مظهره وتركيبه الكيميائي.
ويحتوي مذنب هالي على كميات متساوية تقريبًا من الثلوج والغبار. ويتكون الثلج من الماء المجمد، بنسبة 80% تقريبًا، وأول أكسيد الكربون المجمد، بنسبة 15% تقريبًا، وخليط من غازات ثاني أكسيد الكربون والميثان والنشادر المجمدة، بنسبة 5%. ويعتقد العلماء أن المذنبات الأخرى شبيهة في تركيبها بمذنب هالي.
ويتكون المذنب من جزئين رئيسيين هما النواة وهو الجزء المركزي وتحيط به غيمة أو هالة من الغبار والغاز وكذلك ذيل طويل أيضا من الغاز والغبار.

## الخصائص الفيزيائية

### النواة
هي الجزء المركزي الرئيسي للمذنب، وهو الجزء الصلب منه، مكون من نوع خاص من الغبار الذي يطلق علية الغبار المنفوش، لأنه يمكن أن يكون ذو وزن خفيف وملئ بالفتحات كالإسفنج، وفتحات الإسفنج هذه مملوئة بالثلوج في الغالب من الماء وثاني أكسيد الكربون (الثلج الجاف) وأول أكسيد الكربون.
أمدت دراسة نواة كلا من المذنب «هال بوب» والمذنب «هيكوتيك» العلماء بأفكار جديدة حول تركيب وتطور المذنب، ولكنهم ما زالوا لا يعرفون هل النواة صلبة جدا مثل الأرض الصلبة أم ناعمة وقابلة للكسر مثل كرة الثلج، نأمل ان تمدنا مهمة روزيتا القادمة وهبوطها على سطح المذنب بمعلومات لاكتشاف كم مدى صلابته.
وعندما يقترب أي مذنب من الشمس، يبدأ بالتبخير وتشكيل غيمة وذيل بشكل مدهش، توضح الصورة الملتقطة للمذنبات بأن التبخير قد يحدث فقط في أماكن معينة في النواة، وهذه البقع من التبخير تدعو «النفاثات»، مذنب هالي كان له ثلاث نفاثات متميزة على سطحه عندما إقترب من الشمس في عام 1986.

### ذؤابة
الذؤابة هي الغشاء الضبابي الذي يحيط بنواة المذنب. وتبين القائمة التالية نسب مكوناتها من المواد المختلفة بالنسبة إلى وجود الماء فيها (مع اعتبار وجود الماء = 100).
| جزيء               | Häufigkeit تكرار |
| ------------------ | ---------------- |
| H2O                | 100              |
| CO                 | 20               |
| CO2                | 6–20             |
| H2CO               | 1                |
| ميثانول            | 2                |
| NH3                | 0,7–1,8          |
| ميثان              | 0,6              |
| C2H2               | 0,1              |
| C2H6               | 0,3              |
| HCOOH              | 0,06             |
| CH2CO              | <0,03            |
| CH3CHO             | 0,02             |
| إيثانول            | <0,05            |
| ثنائي ميثيل الإيثر | <0,45            |
| HCOOCH3            | 0,06             |
| HNCO               | 0,06–0,1         |
| NH2CHO             | 0,01             |
| HCN                | 0,25             |
| HNC                | 0,04             |
| أسيتونتريل         | 0,02             |
| HC3N               | 0,02             |
| H2S                | 1,5              |
| OCS                | 0,5              |
| H2CS               | 0,02             |
| SO                 | 0,2–0,8          |
| SO2                | 0,1              |

يلاحظ وجود مواد عضوية بنسب قليلة.
عند دخول المذنب النظام الشمسي الداخلي، يسبب إشعاع الشمس تبخير المواد الخفيفة التي يحويها المذنب ويخرجها خارج النواة، وتكون محملة بالغبار. هذا الغبار والغاز الذي يحيط بالمذنب ينتشر حوله بشكل كبير مسببا يتشكل غلاف جوي ضعيف جدا حول المذنب يسمى الهالة أو الغيمة، أما القوة التي تقع على تلك الغيمة (الهالة) من ضغط الإشعاع والرياح الشمسية تسببان في تشكيلها في ذيل طويل وهائل، ويمتد الذيل خلف المذنب وبعيدا عن الشمس.
عند مرور المذنب من خلال النظام الشمسي الداخلي تسبب الشمس في لمعان كلا من الهالة والذيل ويصبح المذنب مرئي بسهولة من على الأرض، حيث أن الغبار يعكس ضوء الشمس مباشرة والغازات تتوهج بسبب التأين.
قد تكون أكثر المذنبات ضعيفة جدا ولا تري بالعين المجردة وتحتاج في هذه الحالة إلى مساعدة منظار لنتمكن من رؤيتهم. لكن في بعض الحالات قد يظهر مذنب عندما يكون أقرب في مداره أو أكبر في حجمه ويصبح لامعا يكفي لرؤيتة بالعين المجردة. أو قد يتعرض المذنب إلى انفجار ضخم ومفاجئ يتسبب في زيادة حجم الهالة بشكل مؤقت نتمكن خلالها من رؤيته بسهولة، مثلما حدث مع مذنب هولمز Holmes في عام 2007.

### الذيل

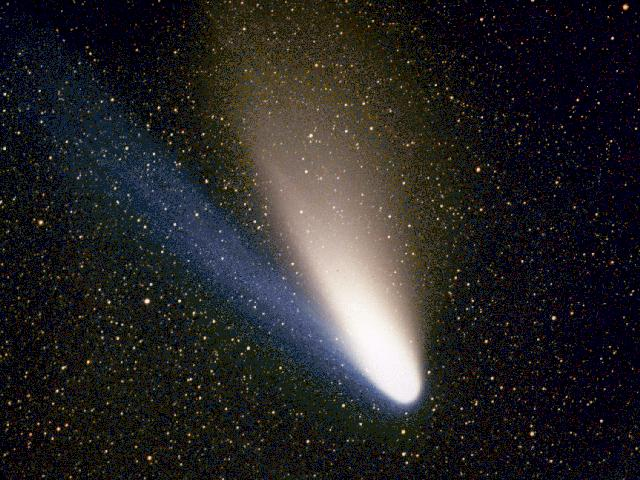
مذنب مذنب هيل-بوب, صورة من يوم 11 مارس 1997

اتجاه ذيلي مذنب عند اقترابه من الشمس.

يُضاء ذيل المذنب عن طريق الشمس، ويصبح مرئيا من الأرض عندما يَمر المذنب عبر النظام الشمسي الداخلي؛ حيث يَعكس الغبار ضوء الشمس المباشر ويَضيء الغاز بسبب تأينه بواسطة أشعة الشمس.
ينفصل ذيل الغبار والغاز ويكونان ذيلاً خاصاً لكل منهما، يتدليان بزاوية صغيرة من النواة ً (مما يُعطي ذيلين للمذنب بدلاً من واحد). كثيراً ما يُكوّن ذيل الغبار الذي يُخلفه المذنب أثناء دورانه حول الشمس بهذه الطريقة ذيلاً منحنياً يُسمى «الذيل المضاد». وفي الوقت ذاته، يَكون الذيل المتأين المُكون من الغاز موجهاً دائماً بعيداً عن الشمس، لأنه يَتأثر بالرياح الشمسية بدرجة أكبر، فيَتبع خطوط المجال المغناطيسي للشمس بدلاً من انحناء مدار المذنب.

### النفاث

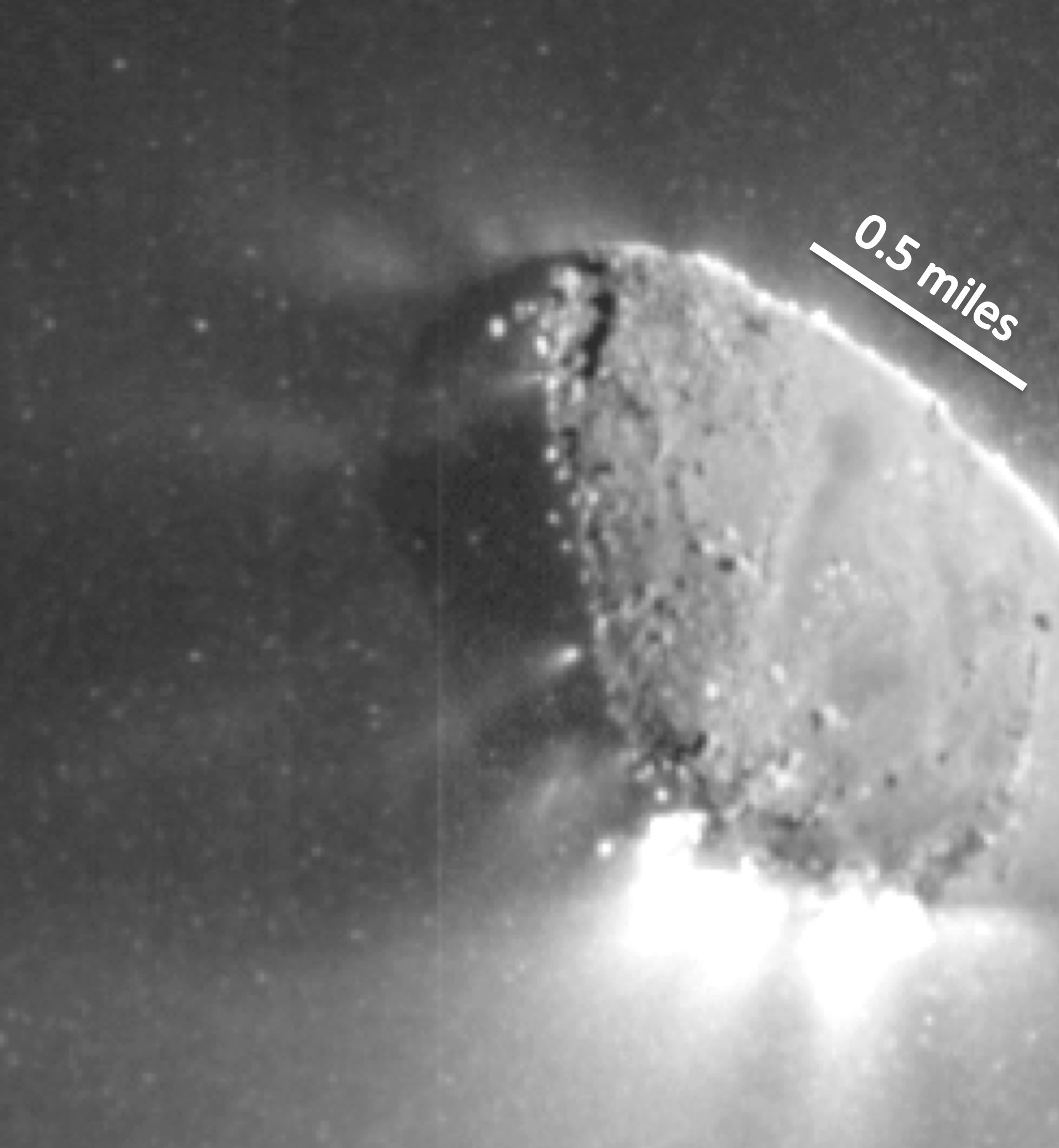
نفاثات الغاز والغبار من مذنب 103P/Hartley

قد يتسبب التسخين الغير متساو لنواة المذنب عن طريق الشمس في انطلاق غازات من مواضع ضعيفة نسبيا في النواة، ويكون شكلها النافورة أو النفاثات. تلك النفاثات الغازية والغبارية تتسبب في دوران النواة حول محورها وقد تتسبب أيضا في انفلاق المذنب.
إتضح في عام 2010 أن ثلج ثاني أكسيد الكربون (الثلج الجاف) يستطيع إصدار نفاثات من مواد تخرج من نواة المذنب. وقد توصل العلماء إلى هذا الاكتشاف بواسطة مركبة فضائية مرت بالقرب من مذنب واستطاعت تصوير مخرج النفاثات، كما استطاعت تحليل طيف الاشعة تحت الحمراء الصادرة من تلك البقعة ومعرفة بعض مواده.

## أشهر المذنبات
| اسم المذنَّب                                                                           | شوهد لأول مرة | مدة دورانه (بالسنوات) |
| ------------------------------------------------------------------------------------ | ------------- | --------------------- |
| مذنب هالي                                                                            | ح. 240 ق م.   | 76                    |
| مذنب سويفت-تتل                                                                       | 69 ق م.       | 130                   |
| مذنب تمپل-تتل                                                                        | 1366          | 33                    |
| مذنب تيخو براهه                                                                      | 1577          | غير معروف             |
| مذنب بييلا                                                                           | 1772          | 6,6                   |
| مذنب إنكا                                                                            | 1786          | 3,3                   |
| مذنب فلوجيرجيس                                                                       | 1811          | 3100                  |
| المذنب الكبير                                                                        | 1843          | 513                   |
| مذنب سبتمبر الكبير                                                                   | 1882          | 579                   |
| مذنب إيكيا-سيكي                                                                      | 1965          | 880                   |
| مذنب بنيت                                                                            | 1969          | 1678                  |
| مذنب كوهوتك                                                                          | 1973          | غير معروف             |
| مذنب وست                                                                             | 1975          | 558,300               |
| مذنب شوميكار-ليفي 9                                                                  | 9             | 1993*                 |
| مذنب هيل-بوب                                                                         | 1995          | 2,380                 |
| مذنب هيكوتيك                                                                         | 1996          | 63,400                |
| * كان هذا المذنب يدور حول المشتري في مدار مدته عامان، واصطدم بالكوكب في يوليو 1994م. |               |                       |

### المدارات
يصنف الفلكيون المذنبات إلى مذنبات قصيرة الأمد ومذنبات طويلة الأمد، اعتمادًا على الفترة الزمنية التي تستغرقها هذه الأجسام في الدوران حول الشمس، حيث تكمل المذنبات القصيرة الأمد دورة كاملة حول الشمس في أقل من 200 عام، بينما تكمل المذنبات الطويلة الأمد دورة كاملة في 200 عام أو أكثر.
وتتحرك معظم المذنبات المعروفة في مدارات متطاولة حول الشمس، وتخترق عادة المدارات الدائرية للكواكب. ونتيجة لذلك تصطدم المذنبات أحيانًا بالكواكب وتوابعها. ففي يوليو 1994م، على سبيل المثال، اصطدم مذنب يسمى شوميكر ليفي 9 بالمشتري. وقد أدت اصطدامات المذنبات بالكواكب وتوابعها إلى تكوُّن العديد من الفوهات على توابع الكواكب الخارجية وبعض الكواكب الداخلية وعلى القمر.
ويعتقد العلماء أن المذنبات القصيرة الأمد تأتي من نطاق من المذنبات يسمى حزام كويبر، يقع وراء مدار بلوتو، وهو أبعد الكواكب عن الشمس. وتأتي المذنبات الطويلة الأمد من سحابة أورت، وهي مجموعة من المذنبات تبتعد عن الشمس بمسافة تبلغ قدر المسافة بين مدار بلوتو والشمس ألف مرة.

## اتجاه الذيول
تمتد الجسيمات الغبارية المنطلقة من النواة إلى ذيل لأن ضوء الشمس يدفعها إلى ذلك. وفي نفس الوقت تتداخل الرياح الشمسية ـ وهي جسيمات صادرة عن الشمس، سريعة الحركة، ومشحونة كهربائيًا ـ مع غازات المذنب، وتدفعها إلى الخلف في شكل ذيل. وبسبب هذين التأثيرين تتجه ذيول المذنبات عادة بعيدة عن الشمس.

## أصل المذنبات وأعمارها
يعتقد العلماء أن المذنبات تكونت مع تكوُّن الكواكب ـ أي منذ 4,6 بليون عام. فقد تكونت الكواكب من تجمع الغازات والثلوج والصخور والغبار، حيث أصبحت معظم الثلوج والغبار جزءًا من المشتري وزحل وأورانوس ونبتون، وبقيت المذنبات في شكل قطع متخلفة من الثلوج والغبار.
وتفقد المذنبات الثلوج والغبار في كل مرة تعود فيها إلى النظام الشمسي الداخلي، ويؤدي هذا الفقدان التدريجي إلى نفاد كل الثلوج المكونة لبعض المذنبات في نهاية المطاف، وعندئذ يتكسر المذنب إلى سحب من الغبار أو تتحول إلى أجسام شبيهة بالكويكبات. وتدخل بعض جسيمات الغبار إلى الغلاف الجوي الأرضي، وتتوهج في شكل شهب أو نجوم مندفعة، بسبب احتكاكها بالغلاف الجوي.